# 王裕之
王 裕之（おう ゆうし、升平5年（361年）- 元嘉25年7月13日（448年8月27日））は、東晋から南朝宋にかけての官僚。字は敬弘。本貫は琅邪郡臨沂県。

## 経歴
晋陵郡太守の王茂之（王廙の子の王胡之の子）の子として生まれた。琅邪国左常侍を初任とし、衛軍参軍に転じた。後に天門郡太守となった。桓玄の姉を妻としたが、江陵に置いたまま迎えようとせず、任地で悠々自適に暮らした。桓偉の下で安西長史・南平郡太守となった。まもなく官を辞して、作唐県の境に居住した。桓玄が政権を握ると、裕之はたびたび招聘があったが、応じようとしなかった。
劉裕の下で車騎従事中郎となり、次いで徐州治中従事史をつとめた。さらに劉道規の下で征西諮議参軍となった。後に中書侍郎として朝廷に召されると、作唐県から家族を連れて建康に入った。長らく経って黄門侍郎に任じられたが、受けなかった。太尉従事中郎となり、呉興郡太守として出向した。まもなく侍中として召還された。義熙11年（415年）、劉裕が荊州の司馬休之を討つと、裕之は安帝の命を受けて慰労の使者に立った。通事令史の潘尚が道中で病にかかったため、裕之がかれを船で送り返したところ、御史の奏上により免官された。まもなく赦令が出て官に復帰した。宋国が建てられると、度支尚書となり、太常に転じた。
永初元年（420年）、劉裕が帝位につくと、裕之は宣訓衛尉に任じられ、散騎常侍の位を加えられた。永初3年（422年）、吏部尚書に転じた。廬陵王劉義真の師に任じられたが、王の師範たる徳がないとして、固辞した。さらに秘書監に任じられたが、やはり受けなかった。
景平2年（424年）、文帝が即位すると、散騎常侍・金紫光禄大夫の位を受け、江夏王劉義恭の師を兼ねた。元嘉3年（426年）2月、尚書左僕射となった。行政文書を読まず、文帝の諮問に答えることもできず、実務上の無能をさらけ出して文帝の不興を買った。元嘉6年（429年）4月、尚書令に任じられたが、固辞した。5月、侍中・特進・左光禄大夫に任じられたが、侍中・特進については固辞し、東方の自邸に帰って隠棲生活に入った。元嘉12年（435年）、太子少傅として召されたが、上京して謝絶し、受けなかった。
元嘉16年（439年）1月、左光禄大夫・開府儀同三司の位を受けた。
元嘉25年7月壬午（448年8月27日）、余杭県の舎亭山で死去した。享年は88。諡は文貞公といった。

## 子女
- 王恢之（秘書郎、新安郡太守、中大夫）
- 王粲之
- 王瓚之（吏部尚書、金紫光禄大夫）
- 王昇之（都官尚書）
- 王謙之

## 伝記資料
- 『宋書』巻66 列伝第26
- 『南史』巻24 列伝第14